# Hyles krombachi
Hyles krombachi är en fjärilsart som beskrevs av Adolf G. Closs. Hyles krombachi ingår i släktet Hyles och familjen svärmare. Inga underarter finns listade i Catalogue of Life.